# مرکز هنرهای نمایشی تل آویو
مرکز هنرهای نمایشی تل آویو  (به زبان عبری:המשכן לאומנויות הבמה) یا مرکز هنر های نمایشی گلدا یک مرکز فرهنگی هنری واقع در تل آویو اسراییل است.
این بنا توسط معمار اسرائیلی یاکوف رشتر طراحی شده است.
این مرکز که در سال ۱۹۹۴ به روی عموم باز شد، خانه اپرای اسرائیل و تئاتر کامری است که در سال ۲۰۰۳ توسط معمار یاکوف رشتر اضافه شد و سالانه پذیرای حدود یک میلیون بازدید کننده است.  این مجموعه در مجاورت بیت آریلا (کتابخانه مرکزی تل آویو) و موزه هنر تل آویو قرار دارد و پارک دوبنو در پشت مرکز قرار دارد.
چارلز برونفمن بزرگترین اهداکننده بود که در بازسازی مرکز هنرهای نمایشی تل آویو در طول دهه ۲۰۱۰ مشارکت داشت.
این مرکز میزبان نمایش‌های مختلفی از جمله رقص، موسیقی کلاسیک، اپرا و جاز و همچنین نمایشگاه‌های هنرهای زیبا است.